# Samítos
Samítos är en bergstopp i Grekland.   Den ligger i prefekturen Nomós Rethýmnis och regionen Kreta, i den sydöstra delen av landet, 300 km söder om huvudstaden Aten. Toppen på Samítos är 1 001 meter över havet, eller 414 meter över den omgivande terrängen. Bredden vid basen är 3,3 km.
Terrängen runt Samítos är kuperad åt nordväst, men åt sydost är den bergig.Runt Samítos är det glesbefolkat, med 20 invånare per kvadratkilometer. Närmaste större samhälle är Tympáki, 18,2 km sydost om Samítos. 